# Thank God It’s Christmas
Thank God It’s Christmas ist ein Weihnachtssong der britischen Rockband Queen. Er wurde von Roger Taylor und Brian May geschrieben und erschien am 26. November 1984 als Single.

## Entstehung
Das 4:19 Minuten lange Stück wurde 1984 von Queen und Mack produziert. Die Hauptstimme sang Freddie Mercury, die Backing Vocals sangen Mercury, May und Taylor.
Laut Brian May hatten im Sommer dieses Jahres sowohl er selbst als auch Roger Taylor jeweils eine Liedidee für eine Weihnachtssingle von Queen. Von beiden Titeln entstanden Demoaufnahmen – die Band entschied sich für das im Wesentlichen von Taylor stammende Thank God It’s Christmas (als Credit sind Taylor/May angegeben). Der von May komponierte Titel I Dream of Christmas erschien hingegen 1987 – produziert von May und mit John Deacon am Bass – auf Anita Dobsons Album Talking of Love sowie als Single.

## Veröffentlichungen
Die Single Thank God It’s Christmas wurde am 26. November 1984 veröffentlicht. Auf der B-Seite befinden sich die aus dem Album The Works stammenden Titel Man on the Prowl und Keep Passing the Open Windows; die 12″-Maxi-Single enthält exklusive „Extended Versions“ dieser beiden Lieder. Die Single erschien ohne begleitendes Musikvideo.
Des Weiteren erschien Thank God It’s Christmas 1995 auf der Single A Winter’s Tale (aus dem Album Made in Heaven) sowie 1999 auf Queens Kompilation Greatest Hits III. Das Lied befindet sich – meist als jeweils erster Titel – auch auf zahlreichen Samplern mit Weihnachtsliedern.

## Kommerzieller Erfolg

### Chartplatzierungen
Das Lied hielt sich elf Wochen in den britischen Charts und erreichte Platz 21. Die höchste internationale Platzierung erzielte die Single mit Rang 8 in den irischen Charts. Zu Weihnachten 2017 konnte sich die Single zum ersten Mal in den Schweizer Charts platzieren.
| Periode   | Höchstplatzierung, GesamtwochenChartplatzierungen (Periode, Platzierungen, Wochen) | Höchstplatzierung, GesamtwochenChartplatzierungen (Periode, Platzierungen, Wochen) | Höchstplatzierung, GesamtwochenChartplatzierungen (Periode, Platzierungen, Wochen) | Höchstplatzierung, GesamtwochenChartplatzierungen (Periode, Platzierungen, Wochen) |
| Periode   | DE                                                                                 | AT                                                                                 | CH                                                                                 | UK                                                                                 |
| --------- | ---------------------------------------------------------------------------------- | ---------------------------------------------------------------------------------- | ---------------------------------------------------------------------------------- | ---------------------------------------------------------------------------------- |
| 1984/85   | DE57 (3 Wo.)DE                                                                     | AT21 (2 Wo.)AT                                                                     | —                                                                                  | UK21 (6 Wo.)UK                                                                     |
|           |                                                                                    |                                                                                    |                                                                                    |                                                                                    |
|           |                                                                                    |                                                                                    |                                                                                    |                                                                                    |
| 2014/15   | DE74 (1 Wo.)DE                                                                     | —                                                                                  | —                                                                                  | —                                                                                  |
| 2015/16   | DE53 (1 Wo.)DE                                                                     | AT75 (1 Wo.)AT                                                                     | —                                                                                  | —                                                                                  |
| 2016/17   | DE48 (1 Wo.)DE                                                                     | AT44 (1 Wo.)AT                                                                     | —                                                                                  | —                                                                                  |
| 2017/18   | DE18 (4 Wo.)DE                                                                     | AT25 (3 Wo.)AT                                                                     | CH47 (1 Wo.)CH                                                                     | —                                                                                  |
| 2018/19   | DE16 (4 Wo.)DE                                                                     | AT16 (3 Wo.)AT                                                                     | CH36 (1 Wo.)CH                                                                     | —                                                                                  |
| 2019/20   | DE16 (4 Wo.)DE                                                                     | AT15 (3 Wo.)AT                                                                     | CH62 (1 Wo.)CH                                                                     | UK86 (1 Wo.)UK                                                                     |
| 2020/21   | DE8 (5 Wo.)DE                                                                      | AT15 (5 Wo.)AT                                                                     | CH53 (4 Wo.)CH                                                                     | —                                                                                  |
| 2021/22   | DE16 (5 Wo.)DE                                                                     | AT20 (5 Wo.)AT                                                                     | CH29 (4 Wo.)CH                                                                     | UK88 (1 Wo.)UK                                                                     |
| 2022/23   | DE17 (6 Wo.)DE                                                                     | AT20 (5 Wo.)AT                                                                     | CH23 (4 Wo.)CH                                                                     | UK79 (1 Wo.)UK                                                                     |
| 2023/24   | DE15 (5 Wo.)DE                                                                     | AT19 (4 Wo.)AT                                                                     | CH22 (4 Wo.)CH                                                                     | UK76 (1 Wo.)UK                                                                     |
| 2024/25   | DE17 (5 Wo.)DE                                                                     | AT19 (4 Wo.)AT                                                                     | CH23 (4 Wo.)CH                                                                     | UK74 (1 Wo.)UK                                                                     |
| Insgesamt | DE8 (44 Wo.)DE                                                                     | AT15 (36 Wo.)AT                                                                    | CH22 (23 Wo.)CH                                                                    | UK21 (11 Wo.)UK                                                                    |

### Auszeichnungen für Musikverkäufe
| Land/Region                  | Auszeichnungen für Musikverkäufe (Land/Region, Auszeichnung, Verkäufe) | Verkäufe |
| ---------------------------- | ---------------------------------------------------------------------- | -------- |
| Dänemark (IFPI)              | 2× Platin                                                              | 180.000  |
| Deutschland (BVMI)           | Platin                                                                 | 500.000  |
| Italien (FIMI)               | Gold                                                                   | 50.000   |
| Vereinigtes Königreich (BPI) | Silber                                                                 | 200.000  |
| Insgesamt                    | 1× Silber · 1× Gold · 3× Platin ·                                      | 930.000  |

Hauptartikel: Queen (Band)/Auszeichnungen für Musikverkäufe

## Coverversionen
Thank God It’s Christmas wurde unter anderem von Jive Bunny & the Mastermixers (Christmas Dance Party) und Thomas Wohlfahrt gecovert.